# مهدی رسول‌پناه
مهدی رسول‌پناه (زادهٔ ۱ خرداد ۱۳۴۹) یک مدیر ورزشی ایرانی است. او عضو و رئیس هیئت مدیره باشگاه پرسپولیس بوده‌است. همچنین او در گذشته به عنوان سرپرست باشگاه پرسپولیس فعالیت می‌کرد. وی که از از اعضای شورای مرکزی حزب اعتماد ملی بوده، در سال ۱۳۹۵ به عنوان رئیس کمیته انتخابات این حزب منصوب شد.

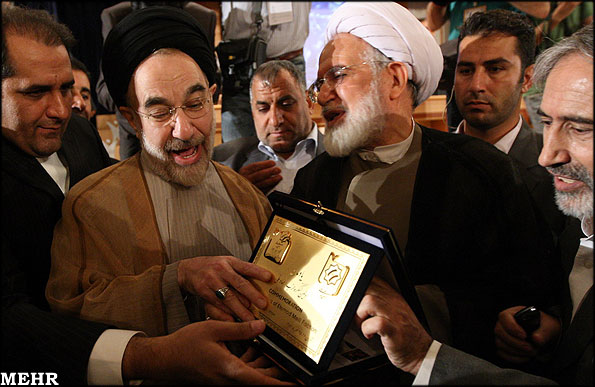
رسول‌پناه (در سمت چپ تصویر) در نخستین کنگره حزب اعتماد ملی در کنار سید محمد خاتمی و مهدی کروبی

فعالیت وی در باشگاه پرسپولیس با توجه به جدایی بسیاری از بازیکنان ترکیب اصلی این تیم، مورد اعتراض شماری از هواداران این تیم، بوده‌است. وی در دوم آبان ماه ۱۳۹۹ از سمت خود استعفا داد.

## کارنامهٔ حرفه‌ای

### دوران مدیریت در پرسپولیس
عملکرد وی، در چند بازه زمانی مورد انتقاد هواداران و برخی از بازیکنان پیشین پرسپولیس بوده‌است. ورزش سه در مردادماه ۱۳۹۹ گزارش داد که رسول‌پناه به ۸ تن از بازیکنان اصلی پرسپولیس، پیشنهاد تخفیف ۴۰ درصدی در قراردادها و مطالبات پیشین را داده‌است و از نارضایتی این بازیکنان نوشت. با این حال، رسول‌پناه در یک مصاحبه، اعلام کرد وضعیت مالی باشگاه بد است و بدهی‌های پیشین مانع برخی پرداختی‌ها شده‌است. همچنین وی پرداخت قرارداد برانکو، سرمربی پیشین سرخ‌های ایران را به عنوان یک مشکل اساسی در دوران خود، نام برد. وی همچنین به مشکلات مربوط به دریافت درآمد مسابقات آسیایی اشاره کرد و شایعه‌های فضای مجازی دربارهٔ درآمد ۸ میلیون دلاری پرسپولیس در آسیا را رد کرد. در بحث قراردادها، وی رعایت سقف قرارداد را نیز مثبت دانست.
وی توانست در نقل و انتقالات تابستانی ۱۳۹۹، ۷ بازیکن جدید جذب کند. اگر چه جدایی بازیکنان اصلی تیم، همانند علیپور، ترابی، بیرانوند، نادری (به استقلال تهران)، خلیل‌زاده و ربیع‌خواه و تنها مهاجم بزرگسال باقی‌مانده اوساگونا، باعث نگرانی هواداران پرسپولیس شده بود. هواداران این تیم، پس از جدایی بیشتر نفرات اصلی ترکیب تیم، همواره به مدیریت وی معترض بودند و در مواردی در برابر باشگاه پرسپولیس، تجمع کرده بودند.

## حواشی و انتقادات
پس از جدایی خلیل‌زاده، ستاره خط دفاعی پرسپولیس، فیلمی از رسول‌پناه در شبکه‌های اجتماعی پخش شد که برای مدتی جنجال بسیاری به پا کرد. او در این فیلم، سخنانی بر علیه این بازیکن با اشاره به استان محل تولدش (مازندران) کرد که بعداً آن را به گونه‌ای تکذیب کرد و از مردم این استان، طلب بخشش کرد.

## زندگی شخصی
مهدی رسول‌پناه زادهٔ ۱ خرداد ۱۳۴۹ است. او فارغ‌التحصیل دندان‌پزشکی از دانشگاه علوم‌پزشکی شهید بهشتی است.